# 卫宁平原
衛寧平原，位于中国黄河中上游宁夏的冲积平原。是宁夏平原的一部分，其位于银川平原的南部，西端有沙坡头。西起香山黑山峡，东止于牛首山青铜峡。黄河自西向东流过该平原，东西长约130公里，寬僅2~10公里，坡度較大使得该地灌溉、排水較为方便。

## 地理
黄河过境客水24年年平均径流量为315亿立方米（1955-1979年，下河沿测站），平均流量993立方米/秒。黄河水量丰沛，水质优良。该平原土壤类型为清水河冲积平原淤灌土和黄河冲积平原淤灌土，土壤类型为绿洲土。
卫宁平原北部为贺兰山及其支脉，阻隔了腾格里沙漠。卫宁平原南部有香山，西与祁连山余脉相连，东接青铜峡，位于黄河南岸，呈东西走向，东西长80公里，南北宽约40公里，是卫宁平原的南部屏障。

## 作物
- 参见宁夏枸杞

该地的沙质土壤和气候适合种植枸杞、硒砂瓜、红枣、苹果。其中，中宁枸杞在明代即为宁夏四大贡品之一，在明清时期占据了中医药市场的重要地位，《乾隆中卫县志》记载：“各省入药甘枸杞皆宁产也”。